# Gymnasium Syke
Das Gymnasium Syke ist ein allgemeinbildendes, staatliches Gymnasium in der niedersächsischen Stadt Syke im Landkreis Diepholz. Leiter der Schule seit 2021 ist Knut Wessel.

## Beschreibung
Das Gymnasium wird von 1250 (Stand: 2021) Schülerinnen und Schülern der Klassen bzw. Jahrgänge 5 bis 13 besucht. Sie werden von etwa 100 Pädagogen unterrichtet (Stand: 2021).

### Lage in Syke
Das Gymnasium befindet sich im Syker Schulzentrum zwischen Lindhofstraße und La-Chartre-Straße in der Nähe des Busbahnhofs.

### Besondere Projekte
Die Schule organisiert zahlreiche Projekte, präsentiert sich mit ihnen in der Öffentlichkeit und nimmt an zahlreichen Wettbewerben teil. Eines der bekanntesten Dauerprojekte stellt der Arequipa-Basar in Partnerschaft mit dem Kinderheim Casa Verde in Peru. Gestartet wurde das Projekt im Jahr 1989. Die jährlichen Einnahmen des Basars belaufen sich auf über 14.000 €.

## Besonderheiten der Schule
- Eine Schülergruppe des Gymnasiums Syke entwickelte den Shuttle Simulator Syke (ShutSy, ausgesprochen Schatzi), der 2006 im Haus der Wissenschaft in Bremen vorgestellt wurde[3][4]
- An der Schule wurde die Syker Evaluationsstudie zur Gesundheitsförderung durch Aktivierung im Schulsport (SYEGASS) durchgeführt (siehe Sarah Céline Maywald: Syker Evaluationsstudie zur Gesundheitsförderung durch Aktivierung im Schulsport (SYEGASS). Ein Modellversuch zur Verbesserung der primären Prävention von Herz-Kreislauf-Erkrankungen durch Einsatz eines neuen Schulsportcurriculums am Gymnasium Syke. Hochschulschrift. Kiel, Universität, Dissertation, 2013. (Online-Ausgabe: Maywald, Sarah Céline: Syker Evaluationsstudie zur Gesundheitsförderung durch Aktivierung im Schulsport (SYEGASS))[5])

## Geschichte der Schule
Gegründet wurde das Gymnasium Syke 1961 als „Gymnasium im Aufbau“ des damaligen Landkreises Grafschaft Hoya. Bis dahin gab es kein Gymnasium im damaligen Landkreis. Kinder aus Syke, Bassum, Twistringen, Bruchhausen-Vilsen, Stuhr und Weyhe, die ein Gymnasium besuchen wollten, konnten dies damals in nächster Umgebung nur in Bremen, Diepholz, Vechta, Wildeshausen, Verden, Nienburg/Weser oder in Delmenhorst tun. Begonnen wurde in Syke 1961 mit den Klassen 5 und 7. Seit 1967 ist das Syker Gymnasium ein mehrzügiges Voll-Gymnasium.

### Schulträger
Schulträger des damals so genannten „Kreisgymnasiums“ war bis 1976 – bis zur Kreisreform – der Landkreis Grafschaft Hoya. Seitdem ist es der Landkreis Diepholz. Zuständig für die Belange der Schule ist dabei der „Fachdienst Schulen, Kultur und Sport“.

### Schulbau
In den vergangenen Jahren wurde das Schulgebäude wiederholt saniert und energetisch modernisiert.

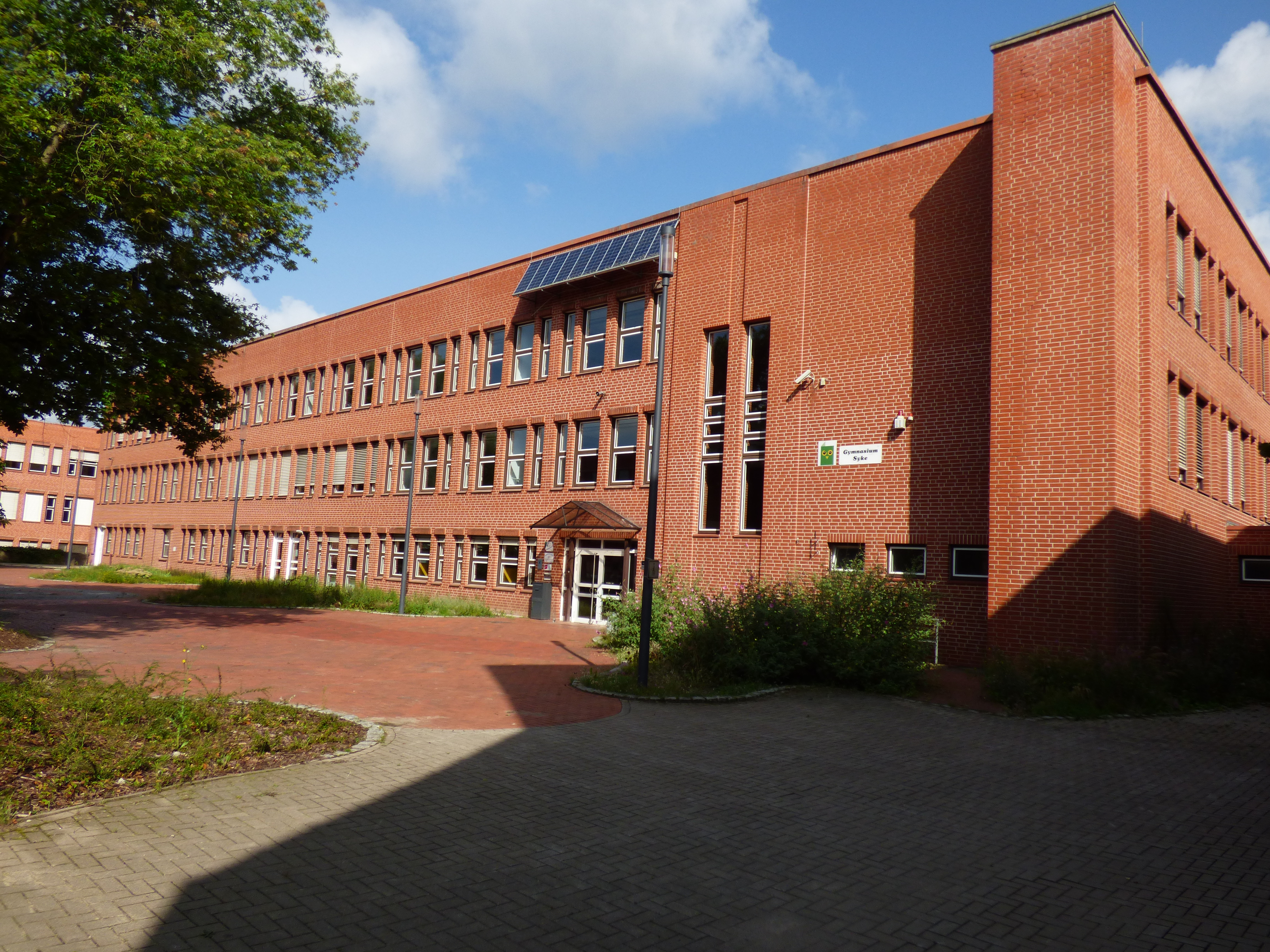
Gymnasium Syke (2025)
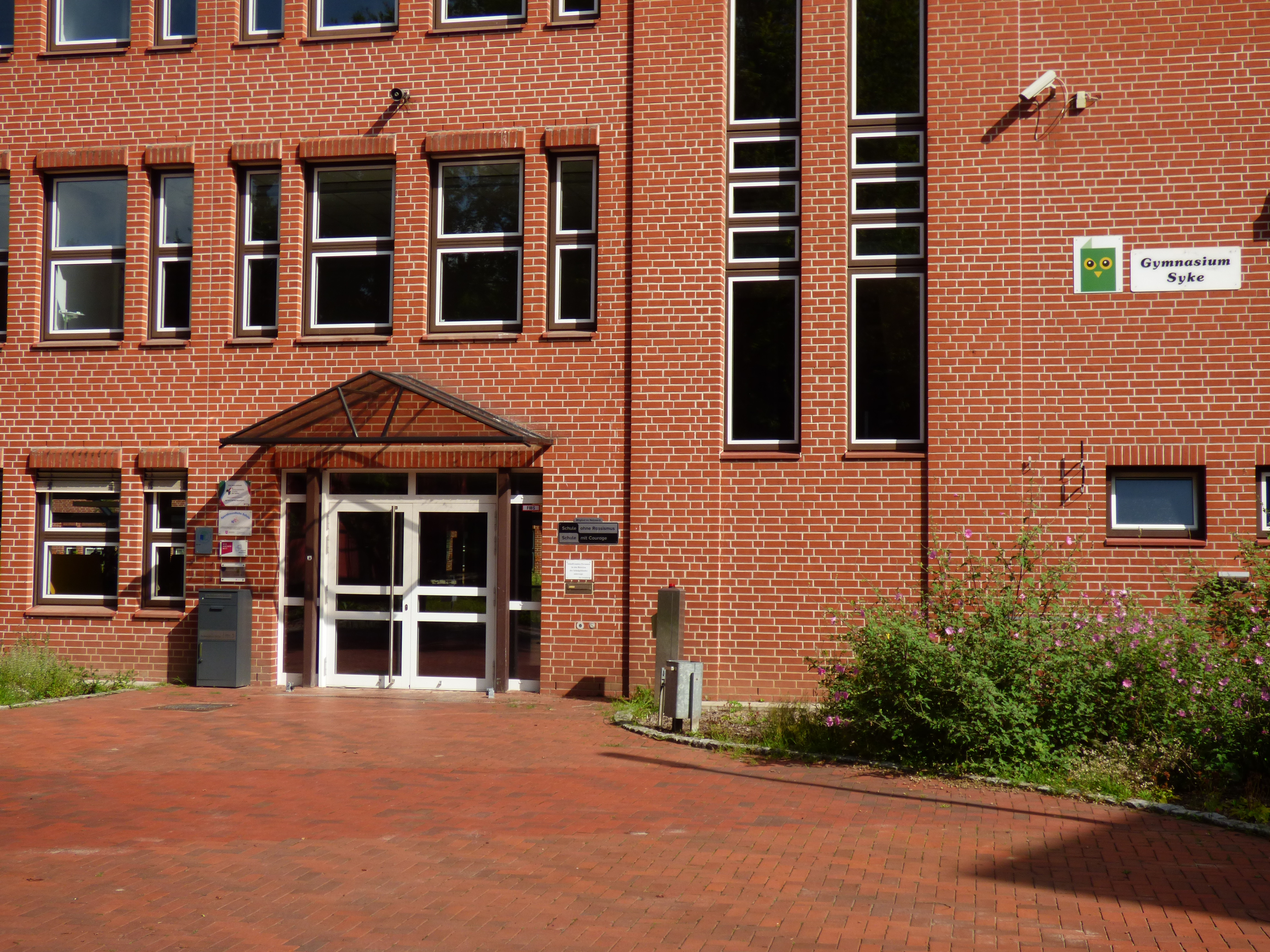
Gymnasium Syke (2025)
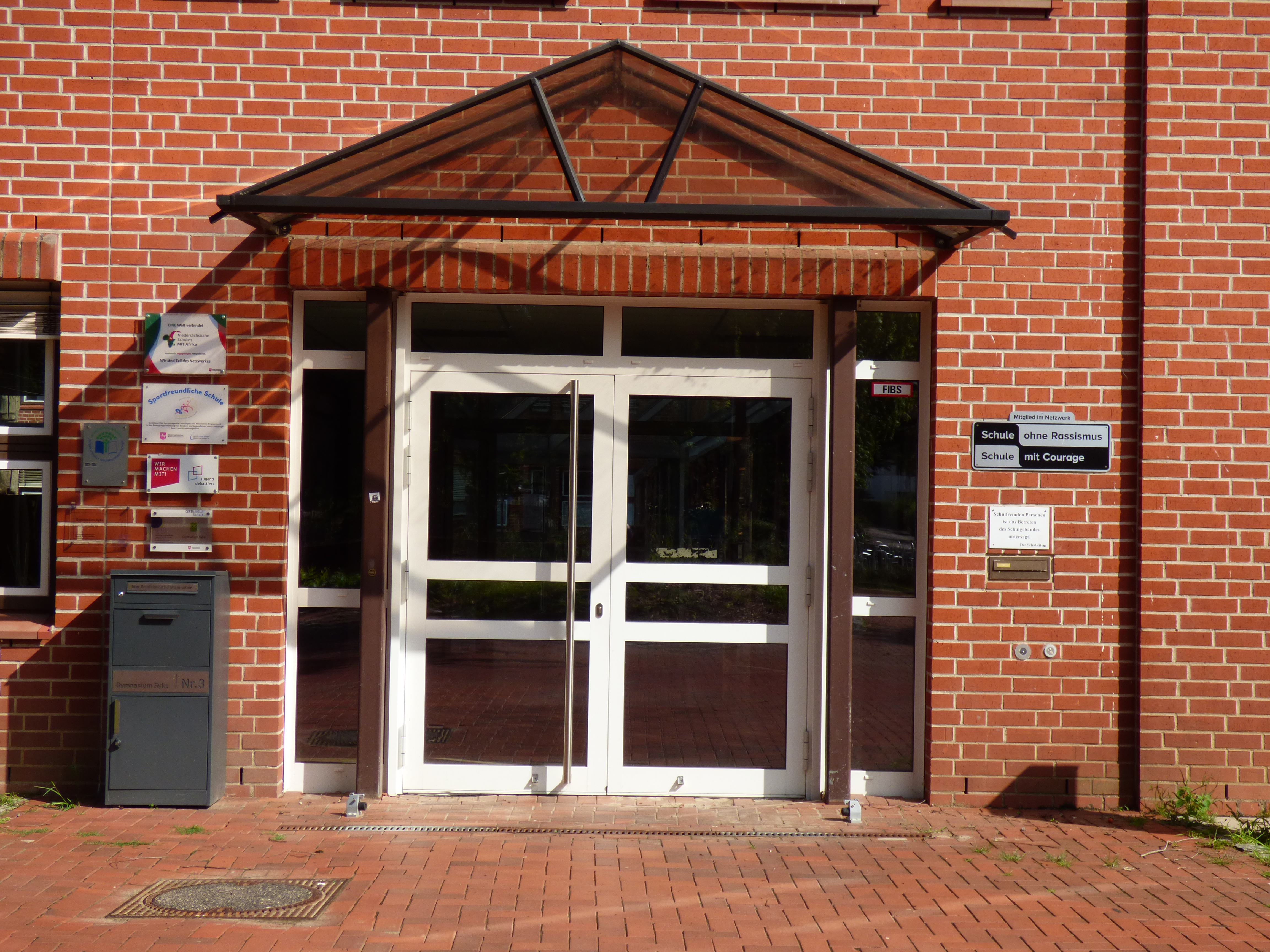
Gymnasium Syke (2025)
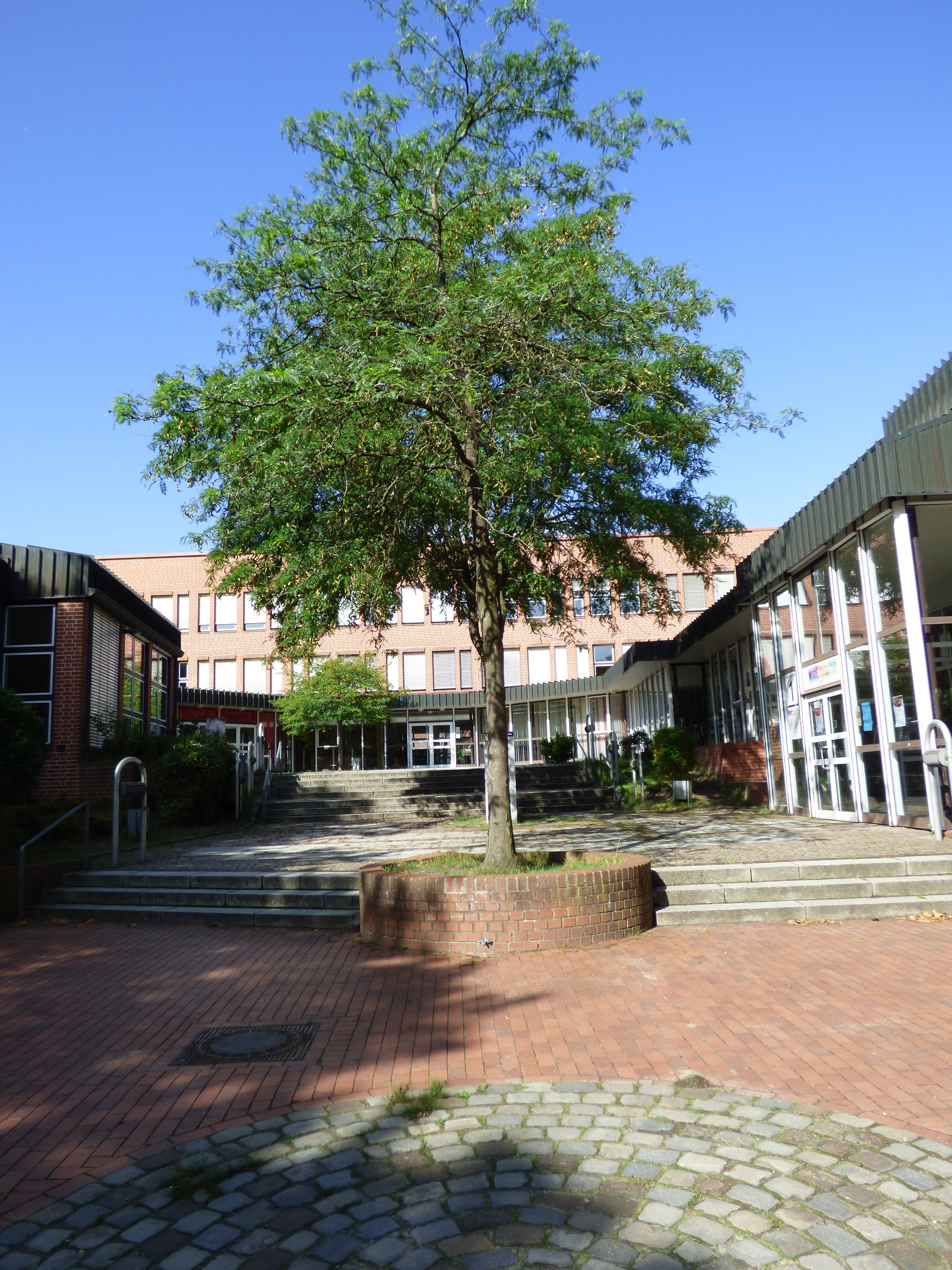
Gymnasium Syke (2025)
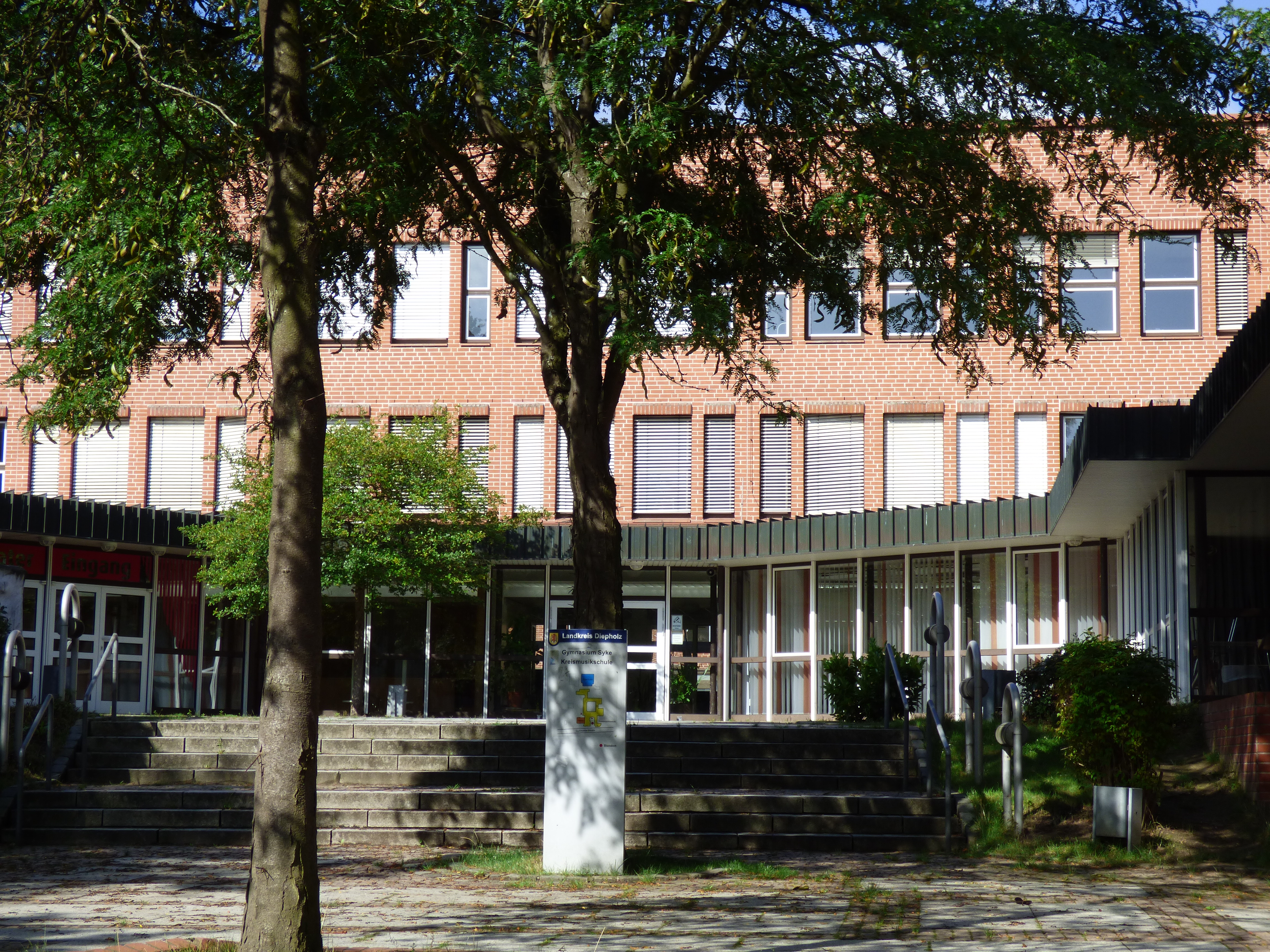
Gymnasium Syke (2025)

### Entwicklung der Schule
Seit 1961 haben sich die Schüler- und Lehrerzahlen kontinuierlich nach oben entwickelt. Einen neuen „Schub“ gab es 2004 nach Abschaffung der Orientierungsstufe in Niedersachsen. Seitdem werden auch wieder Fünft- und Sechstklässler am Gymnasium unterrichtet. Durch die Gründung neuer Gymnasien bzw. gymnasialer Zweige in Nachbarorten (vor allem in Twistringen und in Bruchhausen-Vilsen) ist diese Steigerung wohl zum Stillstand gekommen. Trotz dessen ist das Gymnasium Syke die zweitgrößte Schule im Landkreis Diepholz, nach der BBS Syke, welche über 2000 Berufsschüler ausbildet.
2020 wurde die Planung eines Erweiterungsbaus bekannt, da die angemieteten Räume der anliegenden Realschule (im sogenannten C-Gebäude) bis 2024 verlassen werden sollen. Die Kosten des Neubaus betragen über 8 Millionen Euro.

### Schulleiter
Von 1961 bis heute (2021) standen an der Spitze des Syker Gymnasiums diese Oberstudiendirektoren als Schulleiter:
- Johannes Peter: 1961 bis 1975
- Werner Otte: 1976 bis 1980
- Gerhard Balke (Studiendirektor; kommissarischer Schulleiter): 1980 bis 1983
- Claus Heinsohn: 1983 bis 1986
- Jörg Zempel: 1986 bis 2005
- Claus-Dieter Lösche: 2005 bis 2015[8]
- Jan Ziemann: 2015 bis 2020[9]
- Andreas Gläser (Studiendirektor; kommissarischer Schulleiter): 2020 bis 2021[10]
- Knut Wessel: Seit Mai 2021[11][12]

## Ehemalige Schüler
- Reinhold Beckmann (* 1956), Fernsehmoderator, Fußballkommentator und Sänger
- Axel Knoerig (* 1967), Politiker (CDU)
- Uwe Morawe (* 1966), Sport-Kommentator
- Carmen Schön (* 1967), Managementberaterin und Buchautorin
- Heino Stöver (* 1956), Sozialwissenschaftler und Hochschullehrer
- Heino Wiese (* 1952), Politiker (SPD), Inhaber einer Unternehmensberatung
- Oliver Zwarg (* 1971), Konzert- und Opernsänger (Bassbariton) und Gesangspädagoge
- Henning Nöhren (* 1985), Schauspieler, Synchronsprecher und Sänger

## Partnerschulen
- Arequipa (Peru)
- Nischni Nowgorod (Russland)
- Somerset (England)
- Fairport (USA)
- Auffay (Frankreich)

### Selbstdarstellungen des Gymnasiums
- [AutorInnenkollektiv:] 14 Jahre Gymnasium Syke (1961–1975). Hrsg.: Verein der Freunde und Förderer, Syke 1975, 35 S. m. Ill.
- [AutorInnenkollektiv:] Gymnasium Syke 1961–1986. Beiträge zum Jubiläum. (25 Beiträge von 23 AutorInnen; darin: 20 Listen – Lehrkräfte, AbiturientInnen 1967–1986), Bassum / Syke 1986, 98 S. m. 4 Fotos
- Gymnasium Syke. Mitteilungen. (seit 1986; jährlich 1–2 Mitteilungen an Eltern und SchülerInnen)
- GYSY. Zeitschrift des Gymnasiums Syke. (1989–2000)
- Gymnasium Jahrbuch 1999/2000
- Abi-Jahrbücher (Hrsg.: Abiturienten des jeweiligen Jahrgangs), seit ca. 1988
- Schülerzeitung des Gymnasiums Syke (mit wechselnden Namen, je nach Redaktion), seit ca. 1970
- Blicke auf 50 Jahre Gymnasium Syke. 1961–2011. Hrsg.: Gymnasium Syke, Syke 2011